# 合格アプローチ
『合格アプローチ』（ごうかくアプローチ）は、グローバル教育出版から発行されている中学受験情報誌である。

## 概要
2001年6月15日創刊。
- 受験生を抱える保護者、教育関係者らを主な読者層としている。
- B5判
- 約160ページ
- 毎月20日発行

## 特徴
中学受験指導機関として長年の伝統を持つ四谷大塚入試情報センターの完全バックアップを受け、その情報を編集部側が独自の切り口で分析、報道している。
内容・企画としては、受験生を持つ保護者をターゲットとした受験等の一般情報から、学校紹介（学校の魅力、説明会情報）、模試情報（首都圏各模擬試験機関による）、合格のための勉強法、入試分析等。
また、雑誌自体は四谷大塚のサポートを受けているが、他の受験情報誌と異なり、四谷大塚に利するような情報の展開をしていないのも特徴としてあげられる。
学校の情報も校長インタビューを軸に、一校について深く掘り下げている。